# Epiphragma (Epiphragma) signatum
Epiphragma (Epiphragma) signatum is een tweevleugelige uit de familie steltmuggen (Limoniidae). De soort komt voor in het Oriëntaals gebied.